# 인생 (1994년 영화)
《인생》(중국어: 活着, 영어: To Live)은 1994년에 개봉된 중국의 드라마 영화이다. 위화의 소설 《살아간다는 것》을 원작으로 하여 제작되었으며 장이머우가 감독을 맡았다.

## 출연자
- 궁리
- 거유